# 시오쓰촌 (이시카와현)
시오쓰촌(塩津村)은 이시카와현 에누마군에 있던 촌이다. 현재의 가가시 북동부에 해당한다.

## 역사
- 1889년 4월 1일 - 정촌제 시행에 의해 6개 촌의 구역을 가지고 성립하였다.
- 1942년 11월 3일 - 사쿠미촌과 합병해 가타야마즈정이 성립하여, 동일 시오쓰촌은 폐지되었다.

## 참고문헌
- 角川日本地名大辞典 17 石川県